# Loxhore
Loxhore is een civil parish in het bestuurlijke gebied North Devon, in het Engelse graafschap Devon. In 2001 telde het civil parish 153 inwoners.